# Бохорел (Горж)
Бохорел (рум. Bohorel) насеље је у Румунији у округу Горж у општини Негомир. Oпштина се налази на надморској висини од 247 m.

## Становништво
Према подацима из 2002. године у насељу је живело 81 становника, од којих су сви румунске националности.